# Upham (Hampshire)
Upham – wieś w Anglii, w hrabstwie Hampshire, w dystrykcie Winchester. Leży 14 km na południowy wschód od miasta Winchester i 98 km na południowy zachód od Londynu. W 2001 miejscowość liczyła 616 mieszkańców.